# Franz Lehmann (Chemiker)
Franz Lehmann (* 6. Februar 1881 in Tarputschen; † 13. Dezember 1961 in Greifswald; vollständiger Name Karl Franz Lehmann) war ein deutscher pharmazeutischer Chemiker.
Der Sohn eines Molkereipächters besuchte die Schule an seinem Heimatort in Ostpreußen und legte 1900 am Gymnasium in Insterburg sein Abitur ab. Er erlernte den Beruf des Apothekers und arbeitete von 1902 bis 1904 in verschiedenen Apotheken. 1904 begann er ein Studium der Pharmazie und Chemie an der Universität Marburg. Dort wurde er 1908 Assistent am pharmazeutisch-chemischen Institut. In Marburg wurde er promoviert und habilitierte sich.
1921 folgte er einem Ruf an die Universität Greifswald, wo er bis 1952 ordentlicher Professor der pharmazeutischen Chemie war. Mit Unterstützung der SMAD richtete er 1945 nach Kriegsende in der Greifswalder Soldmannstraße ein Pharmazeutisch-medizinisches Institut ein, das er bis zu seiner Emeritierung 1953 leitete.
Franz Lehmann wurde für seine Verdienste mit der Hufeland-Medaille in Gold ausgezeichnet. Er war Angehöriger der Corps Marchia Greifswald und Irminsul. 